# Ferrari F10
De Ferrari F10 is een Formule 1-auto, die in 2010 wordt gebruikt door het Formule 1-team van Ferrari.

## Onthulling
De F10, Ferrari's 56e Formule 1-auto, werd op 28 januari 2010 onthuld in Maranello. Enkele dagen later beleefde de auto zijn shakedown op het circuit van Fiorano.

## Resultaten
| Resultaat                     |
| ----------------------------- |
| Winnaar                       |
| Tweede plaats                 |
| Derde plaats                  |
| Gefinisht (punten)            |
| Gefinisht (geen punten)       |
| Niet geklasseerd (NC)         |
| Uitgevallen (DNF)             |
| Niet gekwalificeerd (DNQ)     |
| Gediskwalificeerd (DSQ)       |
| Niet gestart (DNS)            |
| Gewond (INJ)                  |
| Uitgesloten (EX)              |
| Teruggetrokken (WD)           |
| Niet deelgenomen (blanco cel) |
| vetgedrukt (pole position)    |
| cursief (snelste ronde)       |

| Jaar | Chassis     | Motor      | Banden | Coureurs        | 1   | 2   | 3   | 4   | 5   | 6   | 7   | 8   | 9   | 10  | 11  | 12  | 13  | 14  | 15  | 16  | 17  | 18  | 19  | Punten | WK-plaats |
| ---- | ----------- | ---------- | ------ | --------------- | --- | --- | --- | --- | --- | --- | --- | --- | --- | --- | --- | --- | --- | --- | --- | --- | --- | --- | --- | ------ | --------- |
| 2010 | Ferrari F10 | Ferrari V8 | B      |                 | BHR | AUS | MAL | CHN | SPA | MON | TUR | CAN | EUR | GBR | DUI | HON | BEL | ITA | SIN | JPN | KOR | BRA | ABU | 396    | Brons     |
| 2010 | Ferrari F10 | Ferrari V8 | B      | Felipe Massa    | 2   | 3   | 7   | 9   | 6   | 4   | 7   | 15  | 11  | 15  | 2   | 4   | 4   | 3   | 8   | DNF | 3   | 15  | 10  | 396    | Brons     |
| 2010 | Ferrari F10 | Ferrari V8 | B      | Fernando Alonso | 1   | 4   | 13† | 4   | 2   | 6   | 8   | 3   | 8   | 14  | 1   | 2   | DNF | 1   | 1   | 3   | 1   | 3   | 7   | 396    | Brons     |
| Jaar | Chassis     | Motor      | Banden | Coureurs        | 1   | 2   | 3   | 4   | 5   | 6   | 7   | 8   | 9   | 10  | 11  | 12  | 13  | 14  | 15  | 16  | 17  | 18  | 19  | Punten | WK-plaats |

### Eindstand coureurskampioenschap
- Fernando Alonso: 2e (252pnt)
- Felipe Massa: 6e (144pnt)

McLaren MP4-25 ·
Mercedes MGP W01 ·
Red Bull RB6 ·
Ferrari F10 ·
Williams FW32 ·
Renault R30 ·
Force India VJM03 ·
Toro Rosso STR5 ·
Lotus T127 ·
HRT F110 ·
BMW Sauber C29 ·
Virgin VR-01